# Adairsville
Adairsville is een plaats (city) in de Amerikaanse staat Georgia, en valt bestuurlijk gezien onder Bartow County.

## Demografie
Bij de volkstelling in 2000 werd het aantal inwoners vastgesteld op 2542.
In 2006 is het aantal inwoners door het United States Census Bureau geschat op 3150, een stijging van 608 (23,9%).

## Geografie
Volgens het United States Census Bureau beslaat de plaats een oppervlakte van
16,0 km², geheel bestaande uit land. Adairsville ligt op ongeveer 244 m boven zeeniveau.

## Plaatsen in de nabije omgeving
De onderstaande figuur toont nabijgelegen plaatsen in een straal van 24 km rond Adairsville.